# Egor Krimets
Egor Krimets (üzbégül: Egor Krimets; Taskent, 1992. január 27. –) ukrán-üzbég labdarúgó hátvéd, az üzbég élvonalbeli Termez Surkhon játékosa.

## Pályafutása

### Klubcsapatokban
A pályafutása nagy részét a Pahtakor Tashkent együttesénél töltötte. 2011. április 10-én játszott először az első csapatban. 2010 és 2021 között 149 bajnoki mérkőzésen 15 gólt szerzett. Kétszer adták kölcsön (2013-ban és a 2016–2017-es idényben) a kínai Pejcsing Kuoan (Beijing Guoan)nak. 2023. december 24-én szerződést írt alá az üzbég Termez Surkhon klubbal.

### A válogatottban
2013. szeptember 6-án mutatkozott be az üzbég válogatottban a 2014-es világbajnoki selejtezőben a Jordán válogatott elleni 1–1-es döntetlen alkalmából. Első gólját nemzeti színekben 2016. augusztus 24-én szerezte, a Burkina Faso ellen 1–0-ra megnyert barátságos mérkőzésen.
Bekerült a 2015-ös Ázsia-kupára készülő üzbég keretbe. 2020-ig 40 alkalommal lépett pályára a válogatottban, és 2 gólt szerzett.

## Statisztika

### A válogatottban
| Válogatott  | Év       | Mérk. | Gól |
| ----------- | -------- | ----- | --- |
| Üzbegisztán | 2013     | 1     | 0   |
| Üzbegisztán | 2014     | 8     | 0   |
| Üzbegisztán | 2015     | 5     | 0   |
| Üzbegisztán | 2016     | 9     | 2   |
| Üzbegisztán | 2017     | 6     | 0   |
| Üzbegisztán | 2018     | 4     | 0   |
| Üzbegisztán | 2019     | 6     | 0   |
| Üzbegisztán | 2020     | 1     | 0   |
| Összesen    | Összesen | 40    | 2   |

## Sikerei, díjai
Pahtakor Tashkent
- Üzbég bajnokság
  - bajnok (6): 2012, 2014, 2015, 2019, 2020, 2021
- Üzbég kupa
  - győztes (3): 2011, 2019, 2020
- Az üzbég szuperkupa győztese (1): 2021

## Fordítás
- Ez a szócikk részben vagy egészben  az   Egor Krimets című lengyel Wikipédia-szócikk ezen változatának fordításán alapul.  Az eredeti cikk szerkesztőit annak laptörténete sorolja fel. Ez a jelzés csupán a megfogalmazás eredetét és a szerzői jogokat jelzi, nem szolgál a cikkben szereplő információk forrásmegjelöléseként.